# Greyhawk
Greyhawk, anche noto come World of Greyhawk (Il mondo di Greyhawk) è un'ambientazione del gioco di ruolo Dungeons & Dragons.
Sebbene non sia stata la prima ambientazione sviluppata per Dungeons & Dragons — Blackmoor di Dave Arneson lo anticipa di oltre un anno — il mondo di Greyhawk è strettamente associato con lo sviluppo del gioco dal 1972 fino al 2008. Il mondo stesso ha cominciato come un semplice sotterraneo sotto a un castello progettato da Gary Gygax per il divertimento dei suoi figli e amici, ma è rapidamente cresciuto fino a comprendere non solo un sotterraneo su molti livelli, ma anche la vicina città di Greyhawk e infine un intero mondo. In aggiunta alla campagna che fu pubblicata in diverse versioni nel corso di vent'anni, l'ambientazione fu anche usata per molte delle avventure pubblicate a supporto del gioco e per le campagne condivise dell'RPGA dal 2000 al 2008, con il nome di Living Greyhawk.

## La campagna casalinga (1972-1979)
Alla fine degli anni sessanta Gary Gygax era un personaggio noto nel mondo del wargame. Aveva fondato la Castle & Crusade Society, un'associazione di appassionati di wargame tridimensionale ambientati nel Medioevo e pubblicava una newsletter conosciuta come Domesday Book.
Nel numero 9 di Domesday di giugno 1971, onorando quanto promesso nel numero 5, Gygax presentò la mappa del "Great Kingdom" da usare come ambientazione di gioco dalla società. I soci iniziarono, tra cui Dave Arneson, a rivendicarne territori. Arneson reclamò un territorio che chiamò Blackmoor, un'ambientazione che stava già sviluppando nella sua campagna casalinga e Gygax riservò per sé stesso un territorio sul lago Nyr Div.
Oltre a campagne storiche medievali, sia Gygax sia Arneson erano entusiasti nell'aggiungere elementi fantasy ai loro giochi A questo fine Gygax creò un supplemento fantasy per il wargame tridimensionale medievale Chainmail che stava scrivendo con Jeff Perren. Pubblicato alla fine del 1971 questo libretto includeva regole per mostri fantasy, stregoni e armi magiche.
Nello stesso periodo di tempo, a Minneapolis–St. Paul, Dave Arneson, impressionato dalle partite di wargame organizzate da David Wesely, dette "Braunstein", sviluppò la Baronia di Blackmoor come ambientazione per giochi in stile Braunstein. Arneson basò il suo gioco intorno al villaggio, castello e sotterraneo di Blackmoor. Il castello stesso era rappresentato sul tavolo da gioco da un modello in plastica di un castello medievale. Arneson comunicò ai giocatori che invece di controllare reggimenti avrebbero dovuto ognuno scegliere un personaggio individuale nel castello della Baronia di Blackmoor, per esplorarne il pericolo sotterraneo. Arneson usò varie fonti, ma tra esse incorporò rapidamente Chainmail nel suo gioco.
Dopo circa un anno e mezzo di gioco Arneson e l'amico David Megarry (che aveva sviluppato il gioco da tavolo Dungeons!) si recarono a Lake Geneva nel novembre o dicembre 1972 per proporre i rispettivi giochi a Gygax, che all'epoca lavorava per la Guidon Games. Gygax fu immediatamente interessato dal concetto di personaggi individuali che esploravano un sotterraneo. D'accordo con Arneson sviluppò un set di regole e Gygax sviluppò rapidamente un proprio castello e sotterraneo, "Castle Greyhawk", situato nella sua porzione della mappa del Great Kingdom. Due suoi figli, Ernie ed Elise, furono i primi giocatori, e durante la loro prima sessione, come Tenser e Ahlissa, combatterono e distrussero i primi mostri del sotterraneo di Greyhawk; Gygax li ricorda come centipedi giganti o un nido di scorpioni. Nella stessa sessione Ernie ed Elise trovarono anche il primo tesoro, un baule con 3000 monete di rame che con loro dispiacere era troppo pesante per essere trasportato. Dopo che i bambini erano andati a letto, Gygax iniziò immediatamente a lavorare su un secondo livello per il sotterraneo. Alla successiva sessione di gioco si unirono tre amici di Gygax: Don Kaye, Rob Kuntz e Terry Kuntz.
Circa un mese dopo la sua prima sessione Gygax creò la vicina città di Greyhawk, dove i personaggi dei giocatori potevano vendere i tesori e riposare.

### Campagna casalinga (1972–1979)
Man mano che Gygax e Arneson lavoravano per sviluppare e pubblicare le regole per Dungeons & Dragons, Gygax continuò a progettare i sotterranei e l'ambiente di Castle Greyhawk al suo circolo di amici e famigliari, usandoli come playtester per nuove regole e concetti. Quando i giocatori iniziarono a esplorare il mondo esterno al castello e alla città, Gygax sviluppò altre regioni e città per essi. Con sette o più sessioni di gioco alla settimana Gygax non aveva il tempo e la voglia di creare la mappa per un intero nuovo mondo, semplicemente lo disegnò su una mappa del Nord America aggiungendo città e regioni man mano che il mondo cresceva lentamente attraverso le avventure giocate. La città e il castello di Greyhawk furono piazzate vicino alla posizione di Chicago, il suo luogo di nascita; vari altri posti furono piazzati intorno a essa. Pe esempio la città rivale di Dyvers fu piazzata nella zona di Milwaukee.
Gygax continuò anche a sviluppare il sotterraneo sotto al castello. Una volta completato il complesso labirinto comprendeva tredici livelli pieni di insidiose trappole, passaggi segreti, mostri affamati e luccicanti tesori. Sebbene i particolari di questo sotterraneo non siano mai stati pubblicati in modo approfondito, Gygax ne rivelò alcuni dettagli in un articolo scritto per la fanzine europea Europa nel 1975:
(Gary Gygax)
Chiunque arrivava fino all'ultimo livello vivo incontrava Zagyg, il pazzo architetto del sotterraneo (Zagyg è un omofono inverso di Gygax ed era lo scherzo personale di Gygax che la persona che aveva progettato il sotterraneo — sé stesso — fosse pazzo) Solo tre giocatori arrivarono fino all'ultimo livello e incontrarono Zagyg, tutti durante avventure in solitario: Rob Kuntz (che giocava Robilar), Ernie, il figlio di Gygax, (che giocava Tenser) e il fratello di Rob Terry (che giocava Terik). La loro ricompensa fu di essere istantaneamente trasportati dall'altra parte del mondo, da dove dovevano affrontare un lungo viaggio per tornare alla città di Greyhawk. Terik e Tenser riuscirono a raggiungere Robilar lungo la strada e i tre tornarono a Greyhawk insieme.
Ormai ogni notte almeno una dozzina di giocatori affollavano la cantina di Gygax, nei fine settimana arrivano a oltre venti e lo sforzo per preparare le avventure occupava la maggior parte del tempo libero di Gygax. Era stato molto impressionato dal gioco immaginativo di Rob Kuntz e lo nominò co-dungeon master di Greyhawk. Questo liberò Gygax per lavorare su altri progetti e gli diede la possibilità di partecipare come giocatore, creando personaggi come Yrag e Mordenkainen.
Per far spazio per i sotterranei di Rob Kuntz, Gygax eliminò il suo ultimo livello e integrò il lavoro di Rob nei sotterranei di Greyhawk. Gygax e Kuntz continuarono a sviluppare nuovi livelli per loro giocatori e per quando la campagna arrivò alla chiusura nel 1985, i sotterranei del castello comprendevano più di cinquanta livelli.

### La prima menzione di Oerth
Nella prefazione del suo racconto a puntate The Gnome Cache sul primo numero di The Dragon del giugno 1976, Gygax inserì una nota che diceva che la geografia di Oerth, l'ambientazione della storia, era molto simile a quella della Terra.

### Le prime divinità
Una sfaccettatura della cultura che Gygax non trattò nei primi anni della sua campagna casalinga fu la religione organizzata. Poiché la sua campagna era in gran parte costruita sui bisogni di personaggi di basso livello, non pensava che divinità specifiche fossero necessarie, poiché l'interazione diretta tra un dio e un personaggio di basso livello fosse molto improbabile. Alcuni suoi giocatori si presero carico del problema, invocando nei momenti di necessità divinità norrene o greche, come Odino o Zeus, o anche fittizie come Crom dai racconti di Conan il barbaro. Comunque alcuni giocatori volevano che Gygax creasse e personalizzasse una divinità specifica, così che i personaggi chierici potessero ricevere i loro incantesimi da qualcuno meno ambiguo che "gli dei". Gygax creò scherzosamente due divinità: Saint Cuthbert (che convertiva i non credenti con il suo randello) e Pholtus, i cui seguaci fanatici rifiutavano di credere nell'esistenza di altri dei. Poiché entrambe queste divinità rappresentavano aspetti del bene, Gygax infine creò alcune divinità malvagie (ad esempio Nerull).
Nel secondo capitolo di The Gnome Cache, pubblicato sul secondo numero di The Dragon, compare un santuario dedicato a St. Cuthbert (scritto come St. Cuthburt), che è il primo riferimento pubblicato a una divinità di Greyhawk.

### Il primo racconto
In 1976, Gygax invitò lo scrittore Andre Norton a giocare a Dungeons & Dragons nel suo mondo di Greyhawk. Norton scrisse in seguito Quag Keep, nel quale un gruppo di giocatori viaggia dal mondo reale a Greyhawk. Fu il primo racconto a essere almeno parzialmente ambientato in Greyhawk e secondo Alternative Worlds, il primo a essere basato su D&D. Un estratto di Quag Keep fu pubblicato sul numero 12 di The Dragon (febbraio 1978) poco prima della pubblicazione del libro.

### Le prime avventura pubblicate
Tra il 1976–1979, quando la TSR pubblicò le avventure scritte da Gygax, questo condivise alcuni scorci della sua campagna casalinga:
- Gary Gygax, Lost Caverns of Tsojconth, 1976. Progettato per il torneo di AD&D di Wintercon V. Un labirinto pieno di mostri da uccidere e depredare. Molti dei mostri che vi compaiono furono aggiunti al Monster Manual.[54]
- Gary Gygax,  S1 Tomb of Horrors, 1978. Progettato per il torneo di Origins I, una tomba piena di trappole e trucchi[54].
- Gary Gygax,  G1 Steading of the Hill Giant Chief, 1978. Primo scenario pubblicato per AD&D. Gli avventurieri devono liberare una fortezza dalla presenza dei giganti delle colline[55]
- Gary Gygax, G2 Glacial Rift of the Frost Giant Jarl , 1978. I giocatori seguono da G1 una traccia che porta a una caverna dei giganti del ghiaccio.[55]
- Gary Gygax, G3 Hall of the Fire Giant King, 1978. Stavolta sulle tracce dei giganti del fuoco gli avventurieri penetrano in un vulcano, dove incontrano anche i drow.[55]
- Gary Gygax, D1 Descent into the Depths of the Earth, 1978. Seguito della serie G, i giocatori esplorano il regno sotterraneo alla ricerca della tana dei drow[56].
- Gary Gygax, D2 Shrine of the Kuo-Toa, 1978. I personaggi scoprono una civiltà di malvagi uomini pesce.[56]
- Gary Gygax, D3 Vault of the Drow, 1978. La fortezza drow di Erelhei-Cinlu e il Fane di Lolth[56].
- Gary Gygax, T1 The Village of Hommlet, 1978. Per personaggi iniziali, devono liberare il villaggio di Hommlet dalla minaccia di una vicina fortezza di predoni, in modo da ottenere una base stabile[57]
- Lawrence Schick, S2 White Plume Mountain, 1979 a Greyhawk.

## The World of Greyhawkfolio edition (1980)
Nel 1975, Gygax e Kuntz pubblicarono un libretto intitolato Supplement I: Greyhawk, una espansione delle regole per Dungeons & Dragons basate sulla loro esperienza di gioco nella campagna di Greyhawk. Sebbene contenesse nuovi incantesimi e classi di personaggio che erano state sviluppate nei sotterranei di Greyhawk, non conteneva dettagli sul mondo. I soli due riferimenti a Greyhawk erano un'illustrazione di una lapide in un corridoio sotterraneo intitolata The Great Stone Face, Enigma of Greyhawk e la citazione di una fontana sul secondo livello del sotterraneo, da cui uscivano continuamente un numero illimitato di serpenti.
La pubblicazione del 2004 30 Years of Adventure: A Celebration of Dungeons & Dragons suggerisce che questo libretto contenesse dettagli della campagna di Greyhawk di Gygax, ma nel 1975 Gygax non aveva piani per pubblicare dettagli del mondo di Greyhawk, poiché credeva che i nuovi giocatori preferissero creare i propri mondi, invece di usare quello creato da qualcun altro. Inoltre non voleva pubblicare tutto il materiale che aveva creato per i suoi giocatori. Pensava che sarebbe stato improbabile ottenere un buon ritorno dalle migliaia di ore che vi aveva speso, e poiché i segreti del suo mondo sarebbero stati rivelati ai suoi giocatori avrebbe dovuto creare un nuovo mondo per loro.
Con la pubblicazione dell'AD&D Players Handbook nel 1978, molti giocatori furono intrigati dalla connessione dei personaggi di Greyhawk a incantesimi come il Tenser's floating disc, Bigby's crushing hand e Mordenkainen's faithful hound. La AD&D Dungeon Masters Guide, pubblicata l'anno dopo, faceva anch'essa riferimento ai sotterranei di Castle Greyhawk. La curiosità dei giocatori venne ulteriormente acuita dai dieci moduli di Dungeons & Dragons ambientati in Greyhawk e pubblicati tra il 1976–1979. Anche delle diverse rubriche di Gygax in Dragon menzionavano dettagli della sua campagna casalinga e dei personaggi che abitavano il suo mondo. Gygax fu sorpreso quando scoprì che i giocatori volevano usare Greyhawk come mondo per le loro campagne.

### Sviluppo della geografia
Alla luce di ciò, Gygax cambiò idea e decise di pubblicare la propria campagna, ma con alcuni importanti cambiamenti. Invece di usare la propria mappa, che era semplicemente la Terra reale riscritta con le sue città, paesi e regioni, decise di creare un nuovo mondo chiamato Oerth. Gygax diede solo una descrizione minima di ogni stato, si aspettava che i master avrebbero personalizzato l'ambientazione in modo da renderla parte della loro campagna personale. La sua mappa includeva distese artiche, deserti, foreste temperate, giungle tropicali, catene di montagne, mari, oceani, fiumi, arcipelaghi e vulcani.
Per creare nomi originali per i luoghi geografici e politici della mappa, Gygax a volte ricorse a giochi di parole basati sui nomi di amici e conoscenti. Per esempio Perrenland fu battezzata dal nome di Jeff Perren, che aveva scritto le regole di Chainmail con Gygax. Urnst era un omofono di Ernst (suo figlio Ernie) e Sunndi era un quasi omofono di Cindy, un'altra figlia di Gygax.

### Sviluppo della storia e politica
Gygax decise di creare un mondo diviso, dove il caos e il male erano in ascesa e l'intervento di coraggiosi campioni sarebbe stato necessario. Per spiegare come si era giunti alla situazione attuale scrisse uno schema di un migliaio di anni di storia. Da appassionato di storia militare era molto familiare con il concetto di ondate di invasione culturale, come i Pitti invasi dai Celti, a loro volta invasi dai Romani. Nel creare uno schema di storia simile per il suo mondo Gygax decise che un migliaio di anni prima dell'inizio della campagna, la zona a nordest del continente era stata occupata dai Flannae, un popolo primitivo, ma pacifico, il cui divenne la radice del nome (Flanaess) per quella parte di Oerik. Nello stesso periodo a ovest di Flanaess i Bakluni e i Suloise erano in guerra. Questa si concluse con l'uso di potenti magie per obliterare l'avversario, un evento detto Twin Cataclysms. I rifugiati del disastro furono forzati ad abbandonare le loro terre e i Suloise invasero Flanaess, forzando i Flannae a fuggire fino ai bordi del continente. Diversi secoli dopo comparve un nuovo invasore, gli Oeridians, che a loro volta forzarono a sud i Suloise. Una tribù degli Oerisidians, gli Aerdi fondarono un impero. Secoli dopo il Grande Regno degli Aerdi regnava sulla maggior parte di Flanaess. I sovrani Aerdi segnarono l'inizio di quella che credevano fosse una pace perpetua come anno 1 di un nuovo calendario (CY, Common Year). Comunque secoli dopo il loro impero era in decadenza, i loro sovrani persero la sanità di mente diventando malvagi e rendendo schiavo il loro popolo. Quando Ivid V salì al trono il popolo oppresso si ribellò.
È in questo punto, l'anno 576 CY che ambientò il mondo di Greyhawk. Come scrisse Gygax nel volumetto World of Greyhawk, "Lo stato degli affari in Flanaess è davvero confuso. L'umanità è frammentata in reami isolazionisti, nazioni indifferenti, terre malvagie e Stati che lottano per il bene." Gygax non pubblicò aggiornamenti rispetto alla situazione nel 576 CY, perché lo considerava un punto di partenza comune per ogni campagna casalinga e ognuno sarebbe avanzato alla propria velocità, non ci sarebbe stato un metodo pratico per essere rilevante per ogni dungeon master.
Gygax era anche consapevole che giocatori differenti avrebbero usato il suo mondo per ragioni differenti. Quando era il master della sua campagna casalinga aveva scoperto che i suoi giocatori erano più interessati all'esplorazione dei sotterranei, piuttosto che alla politica. Ma quando aveva cambiato i ruoli ed era diventato un giocatore, spesso giocando uno a uno con Rob Kuntz come Dungeon Master, Gygax immerse i suoi personaggi nella politica e in battaglie su larga scala. Sapendo che ci sarebbero stati alcuni giocatori che avrebbero cercato una città in cui basare le loro campagne e altri interessati nella politica o nella guerra, Gygax tentò di includere quanti più dettagli possibili per ogni regione, inclusa una breve descrizione della regione e del suo popolo, il titolo dei suoi governanti, la composizione razziale dei suoi popoli, le sue risorse e città principali, i suoi alleati e nemici.
Per la stessa regione creò una varietà di situazioni geografiche, politiche e razziali, e cercò inoltre di creare un mondo con alcune aree buone, malvagie e indecise. Sentiva che alcuni giocatori sarebbero stati più felici giocando in una nazione principalmente buona e combattere il male che la minacciava, mentre altri avrebbero preso una posizione neutrale e semplicemente cercato di raccogliere oro e tesori da entrambe le parti.

### Pubblicazioni
La TSR intendeva originariamente pubblicare The World of Greyhawk (TSR 9025) all'inizio del 1979, ma non venne pubblicato fino all'agosto 1980. The World of Greyhawk consisteva di un libretto di 32 pagine (la prima edizione viene spesso chiamata World of Greyhawk folio per distinguerla dalle edizioni successive) e una mappa 34 in × 44 in (86 cm × 112 cm) a due colori di Flanaess. I recensori furono generalmente impressionati, ma alcuni commentarono sulla mancanza di un pantheon di divinità, così come per la mancanza di una qualunque menzione degli infami sotterranei di Castle Greyhawk.
Jim Bambra trovò la pubblicazione "deludente" perché "c'era un limite alle informazioni che potete inserire in un libretto di 32 pagine, particolarmente quando descrive un'area così grande".

## Tra le edizioni (1980–1983)
Prima della pubblicazione dell'edizione in folio Gygax aveva programmato di pubblicare informazioni aggiuntive usando la sua rubrica "From the Sorcerer's Scroll", pubblicata su base semi regolare su Dragon Magazine.
Nel numero di maggio 1980, Gygax diede un rapido riassunto dello sviluppo del nuovo The World of Greyhawk folio. Per i giocatori che pianificavano di combattere battaglie su larga scala, diede dettagli degli eserciti privati che erano comandati da alcuni noti personaggi di Greyhawk: Bigby, Mordenkainen, Robilar, Tenser ed Erac's Cousin. Gygax menzionò alcune delle pubblicazioni previste che stava supervisionando: una grande mappa della città di Greyhawk, alcuni moduli di avventura ambientati in Greyhawk, una mappa supplementare delle terre esterne a Flanaess, tutti e cinquanta i livelli di Castle Greyhawk e regole per il wargame tridimensionale. Nessuno di questi progetti, eccetto che per alcuni moduli di avventura venne pubblicato dalla TSR.
Sebbene inizialmente Gygax intendesse pubblicare immediatamente su Dragon ulteriori dettagli su Greyhawk, intervennero altri progetti e non fu fino al numero di 1981 che Len Lakofka, nella sua rubrica "Leomund's Tiny Hut", descrisse dei metodi per determinare il luogo di nascita e la lingua parlata da un personaggio. Gygax aggiunse un addendum riguardane l'aspetto fisico delle principali razze di Greyhawk. Nel numero di novembre 1981 Gygax diede ulteriori dettagli sulle caratteristiche razziali e lo stile di vestire.
Nel dicembre 1982 David Axler aggiunse un sistema per determinare il tempo atmosferico in Greyhawk. Gygax più tardi disse che pensava che usare quattordici tabelle per determinare il tempo fosse troppo ingombrante e che personalmente non lo usava nella sua campagna casalinga.

### Ulteriori informazioni sulle regioni politiche
L'edizione in folio aveva dovuto condensare le informazioni sulle regioni politiche in uno o due brevi paragrafi per ciascuna. Gygax si rese conto che alcuni giocatori desideravano informazioni più approfondite circa le motivazioni e aspirazioni di ogni regione e sulla storia delle interazioni con le regioni vicine. Con questo in mente Gygax decise di pubblicare una descrizione più approfondita su Dragon. I primi due articoli, che coprivano diciassette regioni, comparvero sui numeri di dicembre 1981 e gennaio 1982. A causa del suo coinvolgimento in altri progetti della TSR, Gygax cedette la responsabilità per completare questo progetto a Rob Kuntz, che descrissee le rimanenti quarantatré regioni nei numeri di marzo, luglio e settembre 1982.

### Divinità di Greyhawk
Sul numero di agosto 1982 di Dragon Gygax consigliò come adattare le divinità pubblicate su Deities and Demigods per l'adorazione da parte di razze non umane in Greyhawk. Alcuni mesi dopo pubblicò una serie di cinque articoli sui numeri da novembre 1982 fino a marzo 1983 su Dragon che delineavano un pantheon di divinità per gli umani del mondo di Greyhawk. Inoltre alle sue divinità originali St. Cuthbert e Pholtus, Gygax aggiunse diciassette altre divinità sebbene nelle edizioni successive dell'ambientazione queste furono assegnate a specifiche razze umane, originariamente erano generalmente adorate da tutti gli umani di Flanaess.
Poco dopo la pubblicazione dell'edizione in folio, la TSR pubblicò l'avventura C1 The Hidden Shrine of Tamoachan, progettata per familiarizzare i giocatori con gli Olman della giungla Amedio. In gran parte basata sulle culture azteche e inca, questa avventura introdusse le prime divinità pubblicate di Greyhawk: Mictlantecuhtli, dio della morte, oscurità, omicidio, intrighi, tradimento e fulmini e Quetzalcoatl, dio dell'aria, uccelli e serpenti. Comunque questa zona di Flanaess non venne ulteriormente esplorata in prodotti successivi e le tre divinità rimasero separate dal pantheon principale per quasi vent'anni.

### Personaggi non giocanti
Nel numero di marzo 1983 di Dragon c'era un articolo che descriveva quattro personaggi unici di Greyhawk. I primi due, delle quasi-divinità, Heward e Keoghtom erano stati creati da Gygax come personaggi non giocanti. Il terzo, Murlynd, era un personaggio che era stato creato da Don Kaye. Il quarto, una divinità-eroe chiamata Kelanen, fu sviluppata per illustrare il principio dell'avanzamento di potere.

### Avventure pubblicate
Delle dieci avventure ambientate in Greyhawk e pubblicate dalla TSR prima dell'edizione in folio, tutte tranne una erano state scritte da Gygax. Comunque la nuova disponibilità di informazioni circa la campagna di Gygax e il desiderio della TSR di renderla centrale a D&D, incoraggiò molti scrittori ad ambientarvi le proprie avventure. Questo combinato con il fatto che Gygax era progressivamente sempre più coinvolto in altre aree della ditta, significò che delle diciassette avventure pubblicate nei due anni dopo l'edizione in folio, solo quattro furono scritte in tutto o in parte da Gygax:
- Gary Gygax, S3 Expedition to the Barrier Peaks, 1980. Gli avventurierei esplorano un'astronave naufragata.[54]
- David Cook, A1 Slave Pits of the Undercity, 1980. Usato nel torneo di AD&D della Gen Con XIII. I personaggi devono interrompere un giro di schiavisti[81]
- Harold Johnson e Tom Moldvay, A2 Secret of the Slavers' Stockade, 1981. Usato nel torneo di AD&D della Gen Con XIII. Prosegue A1, i personaggi devono affrontare una fortezza sulla via degli schiavisti e i goblin della tana sotto di esso[81]
- Allen Hammack, A3 Assault on the Aerie of the Slave Lords, 1981.  Usato nel torneo della Gen Con XIII, seguito di A2, gli avventurieri scoprono il rifugio degli schiavisti all'interno di un cratere di un vulcano su un'isola[81].
- Lawrence Schick, A4 In the Dungeons of the Slave Lords, 1981. Ultimo dei moduli della serie A, anch'esso usato alla Gen Con XIII. Catturati degli schivavisti i personaggi devono sfuggire dalla caverna in cui sono gettati, prima che il vulcano esploda distruggendo l'isola[81].
- David C. Sutherland III e Gary Gygax, Q1 Queen of the Demonweb Pits, 1980[53] Trasportati su un altro piano di esistenza e intrappolati nel labirinto di Demonweb i personaggi devono trovare la via del ritorno sconfiggendo Lolth[82].
- Harold Johnson e Jeff R. Leason, C1 The Hidden Shrine of Tamoachan, 1980. Usato nel torneo di AD&D di Origins 1979. I personaggi devono penetrare in un tempio stile Maya pieno di trappole.[83]
- Allen Hammack, C2 The Ghost Tower of Inverness, 1980. Usato nel torneo di AD&D di Wintercon VIII, i personaggi devono raccogliere i quattro frammenti di una chiave che gli permetterà di entrare nella sotterraneo della Ghost Tower[83]
- David Cook, I1 Dwellers of the Forbidden City, 1981. Usato al torneo di Origins 1980. I personaggi devono trovarare un oggetto in una città orientale, controllata da cultisti di adoratori di serpenti[84].
- Lenard Lakofka, L1 The Secret of Bone Hill, 1981. Campagna per personaggi di bnasso livello che dettaglia una città nelle Lendore Isles e le vicine tane di mostri[85].
- Dave Browne e Don Turnbull, U1 Sinister Secret of Saltmarsh, 1981. I personaggi devono esplorare una casa infestata da un malvagio alchimista e una nave fantasma[86].
- Dave Browne & Don Turnbull, U2 Danger at Dunwater, 1982. I personaggi devono fermare l'assalto degli uomini lucertola contro la città di Saltmarsh[86]
- Douglas Niles, N1 Against the Cult of the Reptile God, 1982. I personaggi devono fermare un culto malvagio che minaccia una città[87].
- Gary Gygax, WG4 The Forgotten Temple of Tharizdun, 1982. I personaggi devono esplorare i passi di montagna alla ricerca di un tempio perduto, per poi affrontarne i sotterranei[88]
- Gary Gygax, S4 Lost Caverns of Tsojcanth, 1982. Originariamente pubblicata come Lost Caverns of Tsojconth nel 1976.[54]
- Dave Browne e Don Turnbull, U3 The Final Enemy, 1983. I personaggi devono affrontare la tana subacquea dei sahuagin[89]
- Lenard Lakofka, L2 The Assassin's Knot, 1983. I personaggi devono scoprire l'assassino del barone di Restenford[85].

Nel 1981 la TSR pubblicò il modulo D1-2 Descent into the Depths of the Earth e G1-2-3 Against the Giants, entrambi raccolte di moduli precedentemente pubblicati dalle serie Drow e Giant.
Numerosi progetti programmati per approfondire l'ambientazione dopo la pubblicazione del folio iniziale non furono mai pubblicati.

## Set in scatolaWorld of Greyhawk(1983)
In 1983 la TSR pubblicò un set in scatola della campagna World of Greyhawk, solitamente chiamato Greyhawk boxed set per distinguerlo dalle altre edizioni. Secondo Jim Bramba "La seconda edizione era molto più grande della prima e rendeva il Mondo di Greyhawk un'ambientazione più dettagliata e vibrante." Questa edizione quadruplicò il numero di pagine dell'edizione originaria, portandole a 128 e aggiunse molti dettagli. Una delle aggiunte principali fu un pantheon di divinità, oltre alle diciannove delineate da Gygax nei suoi articoli su Dragon, furono aggiunte trentadue nuove divinità, sebbene solo tre furono descritte in dettaglio. Questo portò il numero delle divinità di Greyhawk a cinquanta. Per gli otto anni successivi Greyhawk sarà principalmente definito dalle informazioni in questa pubblicazione.

## Dopo la pubblicazione del set in scatola (1984–1985)
La pubblicazione del World of Greyhawk fu il primo passo della visione di Gygax per Oerth. Aveva programmato di rivelare, negli anni successivi, altre aree del continente di Oerik, dando a ognuna lo stesso trattamento in profondità di storia, geografia e politica dedicato a Flanaess. Gygax aveva anche mappato l'altro emisero di Oerth nelle sue note personali. Parte di questo sarebbe stato opera di Gygax, ma Len Lakofka e François Froideval avevano anche creato materiali che Gygax voleva piazzare su Oerth. Frank Mentzer, all'epoca consulente creativo per la TSR scrisse quattro moduli di avventura per i tornei dell'RPGA presi dalla sua ambientazione di Aquaria (pubblicato dalla TSR nei primi quattro moduli della serie: R1 To the Aid of Falx, R2 The Investigation of Hydell, R3 The Egg of the Phoenix e R4 Doc's Island). Mentzer li vedeva come la prima parte di una nuova campagna Aqua-Oeridian ambientata da qualche parte su Oerth, fuori da Flanaess.
Comunque all'epoca Gygax era semipermanentemente a Hollywood per approvare le trame per la serie a cartoni animati Dungeons & Dragons e cercare di negoziare un contratto per un film su D&D. Non solo la produzione di Gygax su Greyhawk fu grandemente ridotta, ma il successo dei moduli e romanzi di Dragonlance spinse la TSR a concentrarsi su questa ambientazione e a definire il mondo di Krynn. Uno dei fattori che contribuirono al successo di Dragonlance fu una serie di romanzi scritti da Tracy Hickman e Margaret Weis. Gygax realizzando che romanzi ambientati in Greyhawk potrebbero beneficiare nello stesso modo la sua ambientazione scrise la Saga of Old City, la prima di una serie che sarebbe stata pubblicata sotto il titolo di Greyhawk Adventures. Il protagonista era Gord the Rogue, e in questa primo romanzo veniva raccontato la sua crescita dagli slum della città di Greyhawk per diventare un viaggiatore e ladro straordinario. Il romanzo voleva promuovere la vendita del set in scatola fornendo dettagli coloriti circa gli usi e i popoli delle varie città e nazioni di Flanaess.
Prima della pubblicazione di Saga of Old City nel novembre 1985, Gygax scrisse un seguito Artifact of Evil e un racconto At Moonset Blackcat Comes, che furono pubblicati nel centesimo numero di Dragon nell'agosto 1985. Questi introducevano il personaggio di Gord the Rogue ai giocatori.

### Moduli di Greyhawk
Nei due anni successivi alla pubblicazione del set in scatola la TSR pubblicò otto avventure ambientate in Greyhawk. Cinque furono scritte in parte o completamente da Gygax, le rimanenti furono opera della divisione del Regno Unito della TSR:
- Gary Gygax, EX1 Dungeonland, 1983. Avventura ispirata a Le avventure di Alice nel Paese delle Meraviglie[98].
- Gary Gygax, EX2 Land Beyond the Magic Mirror, 1983. Avventura ispirata a Attraverso lo specchio e quel che Alice vi trovò[98].

Sebbene entrambe le avventure della serie EX fossero nominalmente ambientate in Greyhawk, i personaggi erano trasportati in una realtà alternativa da un cancello planare.
- Dave Brown, Tom Kirby e Graeme Morris, UK1 Beyond the Crystal Cave, 1983. I personaggi devono salvare una coppia di innamorati che si sono nascosti nella Cave of Chaos[88].
- Graeme Morris, UK2 The Sentinel, 1983. I personaggi devono liberare un villaggio dai predoni[88].
- Graeme Morris, UK3 The Gauntlet, 1984. I personaggi sono guidati da un guanto magico, trovanto in UK2, ad affrontare il proprietario della controparte del guanto[88].
- Robert Kuntz e Gary Gygax, WG5 Mordenkainen's Fantastic Adventure, 1984. Avventura in compaiono i personaggi originali di Gygax e Kuntz[99].
- Gary Gygax, WG6 Isle of the Ape, 1985. Avventura che usa le regole da Unearthed Arcana. I personaggi devono affrontare un gigantesco gorilla ispirato a King Kong[99]
- Gary Gygax e Frank Mentzer, T1–4 The Temple of Elemental Evil, 1985. Campagna che inizia nel villaggio di Hommlet (da T1) e che gradualmente devono esplorare gli enormi sotterranei sotto al tempio del male elementale[57]

### Articoli suDragon
Tra il 1983–1985, il solo supplemento degno di nota per Greyhawk fu un articolo in cinque parti di Len Lakofka sui numeri da giugno a ottobre e dicembre 1984 di Dragon, che descrivevano le divinità di Suel che erano state citate in breve nel set in scatola. Nel numero di dicembre 1984 Gygax menzionò i chierici delle razze non umane e indicò che le ventiquattro divinità pubblicate nei numeri di febbraio-giugno 1982 di Dragon erano permesse in Greyhawk; queste incrementò il numero di divinità di Greyhawk da cinquanta a settantaquattro.
A parte questa serie di articoli Greyhawk fu menzionata solo in breve in tre altri numeri fino alla pubblicazione della storia breve di Gord the Rogue sul numero di agosto 1985 di Dragon. Gygax fornì alcune errata per il set in scatola nel numero di settembre 1985, che fu l'ultima menzione di Greyhawk su Dragon per quasi due anni.

### La partenza di Gygax
Poco dopo la pubblicazione del set in scatola, Gygax scoprì che mentre era a Hollywood la TSR era incorsa in gravi difficoltà finanziarie. Tornato a Lake Geneva, Gygax riuscì a rimettere in sesto la TSR, comunque visioni differenti del suo futuro causarono una lotta di potere interna e Gygax fu estromesso dalla TSR il 31 dicembre 1985.
Secondo i termini dell'accordo con la TSR Gygax mantenne i diritti su Gord the Rogue, così come su tutti i personaggi di Dungeons & Dragons i cui nomi erano anagrammi del suo nome, come Yrag e Zagyg. Comunque perse tutti i diritti sui suoi altri lavori, compreso il mondo di Greyhawk e i nomi di tutti gli altri personaggi che aveva usato nel materiale della TSR.

## Greyhawk senza Gygax (1986–1987)
Dopo che Gygax lasciò la TSR lo sviluppo di Greyhawk fu proseguito da diversi scrittori e creativi. Piuttosto che proseguire con il piano di Gygax di un intero pianeta, l'ambientazione non fu mai espansa oltre Flanaess, né altri autori avrebbero aggiunto aree inesplorate di Oerik. Secondo Gygax la gestione della TSR trasformò Greyhawk in qualcosa di molto differente di quello che aveva immaginato.
Nei mesi del 1986 successivi all'estromissione di Gygax, la TSR tralasciò lo sviluppo di Greyhawk e si concentrò su una nuova ambientazione, i Forgotten Realms. Nel 1986 e 1987, furono pubblicati solo tre moduli ambientati in Greyhawk, A1-4 Scourge of the Slave Lords, S1-4 Realms of Horror e GDQ1-7 Queen of the Spiders, tutte collezioni di materiale già pubblicato.

### Romanzi di Greyhawk
I romanzi di Gygax Saga of Old City e Artifact of Evil si dimostrarono popolari e nel 1987 la TSR assunse Rose Estes per proseguire la serie, sebbene senza il personaggio di Gord the Rogue, su cui Gygax manteneva i diritti. Tra il 1987 e il 1989, Estes scrisse cinque romanzi sotto l'etichetta Greyhawk Adventures: Master Wolf, The Price of Power, The Demon Hand, The Name of the Game, and The Eyes Have It. Un sesto libro, Dragon in Amber, comparve nei cataloghi del 1990 ma non venne mai pubblicato e la serie venne interrotta.

### I sotterranei di Greyhawk rivelati
Sull catalogo postale dell'estate 1986 la TSR aveva elencato una nuova avventura per Greyhawk intitolata WG7 Shadowlords, che avrebbe dovuta essere scritta da Gary Gygax e Skip Williams. Comunque quest'avventura venne cancellata dopo che Gygax lasciò la TSR e il codice WG7 riassegnato a una nuova avventura, Castle Greyhawk, pubblicata nel 1988. Fu la prima avventura per Greyhawk in tre anni, ma non aveva niente a che fare con l'originale castello di Greyhawk. Invece era una antologia di dodici livelli di sotterranei umoristici, ciascuno scritto da un autore freelance diverso. Gli scherzi spesso si riferivano alla cultura moderna, the Amazing Driderman, King Burger, Bugsbear Bunny e l'equipaggio di Star Trek, e il modulo includeva anche la comparsa del Morderkainen di Gygax in uno studio televisivo.

## Greyhawk rivivificato (1988–1990)
Per il 1988 con la prima serie di avventure di Dragonlance che si avviava alla conclusione e i Forgotten Realms che vendevano molto bene, la TSR si rivolse nuovamente a Greyhawk. Sul numero di Dragons di gennaio 1988 Jim Ward, uno dei giocatori originali nei sotterranei di Greyhawk e creatore del mago Drawmij, chiese l'opinione dei lettori su cosa avrebbe dovuto essere incluso in un cartonato su Greyhawk. Ricevette circa cinquecento lettere in risposta. Nel numero di agosto 1988 di Dragon delineò le idee dei lettori che erano state accettate, e Greyhawk Adventures, fu pubblicato poco dopo. Il titolo del manuale riprendeva quello della linea di romanzi di Rose Estes. Fu il tredicesimo e ultimo cartonato pubblicato per la prima edizione di Advanced Dungeons & Dragons.
Il contenuto era stato pensato per dare ai master idee e opportunità di gioco uniche per il mondo di Greyhawk, inclusi nuovi mostri, incantesimi e oggetti magici, varie zone geografiche, profili di eminenti cittadini e gli avatar di divinità. Poiché all'epoca Gygax aveva lasciato la TSR non conteneva materiale originale di Greyhawk e molti lettori avevano richiesto idee per nuove avventure. Ward rispose includendo sei esempi di trame da sviluppare, che avrebbero potuto essere inserite in una campagna di Greyhawk.

### Il set in scatolaThe City of Greyhawk
Greyhawk Adventures fu pubblicato poco prima della pubblicazione della seconda edizione di AD&D. La TSR pubblicò il set in scatola The City of Greyhawk nel 1989. Scritta da Carl Sargent e Rik Rose, questa non era la città creata da Gygax e Kuntz, ma una scritta in base ai riferimenti presente nel materiale pubblicato in precedenza.
Questa pubblicazione trasformò il vecchio Circolo degli Otto. Invece di otto compagni con base nella cittadella di Ossidiana che periodicamente lasciavano per combattere il male, il Circolo divenne un gruppo di otto maghi condotti da un nono, il precedente personaggio di Gygax, Mordenkainen. Oltre a Mordenkainen, sette dei maghi erano personaggi dall'originale campagna di Gygax: Bigby, Otiluke, Drawmij, Tenser, Nystul, Otto e Rary. L'ottavo era la maga Jallarzi Sallavarian. Il mandato del Circolo era da fungere da arbitro neutrale tra il Bene e il Male, non lasciando che uno o l'altro fosse troppo a lungo in vantaggio. Inoltre Sarget & Rose trasformarono l'originale Cittadella di Ossidiana nel Castello di Mordenkainen e lo piazzarono in una posizione non specificata nelle montagne Yatil.
L'anno dopo insieme al set in scatola la TSR pubblicò una trilogia di moduli di avventura di, WGA1 Falcon's Revenge, WGA2 Falconmaste] e WGA3 Flames of the Falcon, ambientate nella città e incentrate su un misterioso malvagio chiamato The Falcon. Un quarto modulo WGA4 Vecna Lives! di David Cook fu pubblicato quello stesso anno. In esso compariva Vecna, in precedenza una mitica lich, promossa ora allo stato di semidivinità.

### Moduli pubblicati
La TSR pubblicò altre cinque avventure che usavano l'etichetta Greyhawk Adventures:
- Nigel Findley, WG8 Fate of Istus, 1989. Una serie di dieci scenari collegati, ognuno per una classe e ambientato in una città differente[99].
- Dave Collins e Skip Williams, WG9 Gargoyle, 1989. I personaggi sono assunti da due gargoyle per trovare le loro ali rubate[99].
- Jean Rabe e Skip Williams, WG10 Child's Play, 1989. Scenario introduttivo per nuovi personaggi[99].
- Vince Garcia e Bruce Rabe, WG11 Puppets, 1989. Scenario adattato da due avventure dell'RPGA. Nella prima parte i personaggi devono affrontare un leprecauno malvagio, nella seconda risolvere un mistero legato a minuscoli ladri[99].
- Jean Rabe, WG12 Vale of the Mage, 1989. I personaggi devono fermare un gruppo di maghi malvagi[117].

Nel 1990 la TSR pubblicò anche WGR1 Greyhawk Ruins, un modulo su Castle Greyhawk scritto da Blake Mobley e Timothy Brown. Sebbene questo non era il castello Greyhawk di Gygax e Kuntz fu il primo tentativo serio di pubblicare i dettagli del castello.

## Una nuova visione per Flanaess (1991–1997)
Rick Swan notò l'apparente mancanza di una visione centrale per il materiale di Greyhawk, descrivendo l'ambientazione come "una pazza trapunta dove vari pezzi di stoffa di strane dimensioni sono cucite insieme e ognuna spera per il meglio. Come spiegare altrimenti un'ambientazine che comprende il sobrio A1-4 Scourge of the Slave Lords, l'avventura ispirata a King Kong WG6 Isle of the Ape e l'umorismo di WG7 Castle Greyhawk? È una confusione interessante, ma comunque una confusione... The City of Greyhawk [è] il tentativo più credibile di appianare i punti più problematici."
Nel 1990 la TSR decise che si doveva rinnovare l'ambientazione. Piuttosto che proseguire con il piano di Gary Gygax di sviluppare nuove regioni, al di fuori di Flanaess, fu deciso di rinvigorire quest'ultima spostando la cronologia avanti di una decade, dal 567 CY al 586 CY. Il motore principale della storia sarebbe stata una guerra fomentata da un malvagio mezzo demone chiamato Iuz che coinvolgeva l'intera Flanaess, permettendo alla TSR di alterare radicalmente le regioni alleanze e governanti rispetto all'ambientazione originale di Gygax.

### Greyhawk Wars
Per transitare i giocatori dal familiare World of Greyhawk alla sua nuova visione la TSR programmò una trilogia di moduli che avrebbe dovuto farli familiarizzare con gli eventi e le condizioni che avrebbero condotto alla guerra e far giocare la guerra stessa. Una volta completati i tre moduli un nuovo set in scatola sarebbe stato pubblicato per introdurre le nuove trame e la nuova Flanaess. Due moduli, WGS1 Five Shall Be One di Carl Sargent e WGS2 Howl from the North di Dale Henson, che descrivevano gli eventi che conducevano alla guerra, furono pubblicati nel 1991.
Il terzo modulo venne trasformato in un wargame strategico, Greyhawk Wars, che guidava i giocatori negli eventi, strategie e alleanze della guerra. Un libretto incluso nel gioco, Greyhawk Wars Adventurer's Book, descriveva gli eventi della guerra. Nel 582 CY (sei anni dopo l'ambientazione originale di Gygax nel 576 CY), un conflitto regionale innescato da Iuz si allargò gradualmente fino a diventare una guerra che coinvolse tutta Flanaess. Un trattato di pace firmato due anni dopo nella città di Greyhawk diede il nome alla guerra come Greyhawk Wars. Il giorno della firma del trattato, Rary, un mago minore creato e scartato da Brian Blume, elevato dalla TSR al Circolo degli Otto, attaccò i suoi compagni di circolo aiutato da Robilar. Dopo l'attacco Tenser e Otiluke erano morti, mentre Robilar e Rary fuggirono nei deserti delle Terre Brillanti. Rob Kuntz obiettò a questa trama, dato che credeva che Robilar non avrebbe mai attaccato il suo vecchio compagno di avventure Mordenkainen. Sebbene Kuntz non possedesse i diritti creativi su Robilar e non lavorasse piàù alla TSR, suggerì non ufficialmente una trama alternativa per cui mentre Robilar stava visitando un altro piano, un suo clone o gemello malvagio era responsabile dell'attacco.

### From the Ashes
Nel 1992 la TSR pubblicò la nuova ambientazione di Greyhawk, From the Ashes, un set in scatola scritto principalmente da Carl Sargent che descriveva Flanaess dopo le Greyhawk Wars. Conteneva una grande mappa esagonale a quattro colori dell'area intorno alla città di Greyhawk, diverse quick adventure cards e due libri di 96 pagine.
Il primo libro, Atlas of the Flanaess, era un sostituto per l'originale World of Greyhawk. Molte divinità umane delle edizioni precedenti non erano incluse, riducendo il loro numero a ventotto, e un nuovo semidio, Mayaheine, fu aggiunto. Furono aggiunte divinità per le altre razze, portando il loro numero a trentotto, ma senza che fossero descritte in dettaglio, come per quelle umane. Ogni regione ebbe una descrizione di duecento/trecento parole, sebbene alcuni dettagli presenti in precedenza, come i beni commerciali, la popolazione totale e il mix razziale non fossero inclusi. Diverse regioni, Ahlissa, Almor, Medegia e South Province, non esistevano più dopo la guerra e vennero include in altre regioni. Una nuova regione, le Olman Islands, venne descritta. Questo ebbe l'effetto di ridurre le regioni a cinquanta. La grande mappa a colori di Flanaess, disegnata da Darlne Pekul, inclusa nell'edizione di Gygax fu ridotta a una piccola mappa in bianco e nero stampata all'interno della copertina dell'Atlas.
Il secondo libro, il Campaign Book, era progettato per supportare non rimpiazzare il set in scatola City of Greyhawk. Include aggiornamenti sulla città e il suo ambiente e fornisce dettagli su alcuni personaggi non giocanti e idee per possibili avventure.
Nell'ambientazione di Gygax il conflitto principale era stato tra il Grande Regno e le terre che stavano cercando di liberarsi dal sovrano malvagio. In quello di Sargent la storia del Grande Regno venne rimpiazzata dal conflitto tra la terra di Iuz e le regioni confinanti. Le terre meridionali al di fuori di Iuz erano minacciate dalla Fratellanza Scarlatta, mentre altre erano state invase da mostri o conquistate da agenti del male. Globalmente era un mondo più oscuro dove i buoni erano sopraffatti dall'ondata del male.
Rick Swan approvò questo approccio scrivendo Greyhawk Wars "fece un altro passo nella giusta direzione dando una scossa alla situazione con una necessaria dose di conflitto epico... l'autore veterano Carl Sargent ha continuato il rinnovamento con l'ambizioso From the Ashes. Combinando la tradizione eroica con elementi di dark fantasy, ha creato una campagna di Greyhawk che è sia familiare, che inaspettatamente rinfrenscante.
Sargent provò a generare interesse in questa visione più oscura di Flanaess con un articolo su Dragon di marzo 1939: "...il potere del male è diventato forte. La mano di Iux, l'Antico, si estende su tutta Flanaess centrale e la crudele Fratellanza Scarlatta estende il suo potere e la sua influenza lungo tutte le terre che confinano con il Mare Azzurro. L'ambientazione di World of Greyhawk è diventata nuovamente un mondo veramente eccitante..."
Il set in scatola fu seguito dalla pubblicazione di nuovi manuali nel 1993, entrambi di Sargent. WGR4 The Marklands fornisce informazioni sui reami buoni di Furyondy, Highfolk e Nyrond, che si oppongono a Iuz, mentre WGR5 Iuz the Evil fornisce informazioni dettagliate sulle terre di Iuz e ne enfatizza il ruolo nell'ordine mondiale.
Inoltre furono pubblicate diverse avventure:
- Anthony Pryor, WGQ1 Patriots of Ulek, 1992. Avanza la trama dello stato di Ulek, minacciato dall'invasione da Turrosh Mak del Pomarj.
- Jack Barker, Roy Rowe, Louis Prosperi e Tom Prusa WGR2 Treasures of Greyhawk, 1992. Una serie di mini avventure vagamente collegate, in cui si esplora la dimora di Bigby, si visita un semipiano chiamato The Great Maze of Zagyg e si scambiano indovinelli con una sfinge. Ogni miniavventura è incentrata su un tesoro unico di Flanaess.
- Anthony Prior, WGR3 Rary the Traitor, 1992. Descrizione delle Terre Brillanti e un'avventura lì ambientata.
- Carl Sargent, WGR6 The City of Skulls, 1993. I personaggi devono organizzare un'evasione dalle carceri della capitale di Iuz.
- Paul T. Riegel, WGM1 Border Watch, 1993. I personaggi devono scortare una carovana di rifornimenti per un forte sotto assedio dalle forze di Iuz.

Anche Sargent usò Dragon per promuovere il suo lavoro. Stava lavorando su un nuovo manuale, Ivid the Undying, ed estratti di esso furono pubblicati sui numeri di aprile, giugno e agosto 1994.

### La TSR abbandona Greyhawk
Alla fine del 1994 la TSR cancellò la pubblicazione del nuovo libro di Sargent e terminò tutti gli altri progetti su Greyhawk. Niente altro su Greyhawk fu pubblicato dalla TSR, eccetto per un articolo su Dragon di maggio 1995, in cui veniva annunciato che il manoscritto di Ivid the Undying era stato pubblicato come file in formato testo. Usando questo file diverse persone hanno ricostruito il libro come sarebbe dovuto apparire una volta pubblicato.
Alla fine del 1996 la TSR era sull'orlo della bancarotta e venne acquistata, con tutte le sue proprietà, dalla Wizards of the Coast.

## Wizards of the Coast (1998–2008)
Dopo l'acquisto della TSR, la Wizards of the Coast decise che le ambientazioni per Dungeons & Dragons erano troppe e diverse di esse furono eliminate. Comunque il CEO della Wizards, Peter Adkison, era un fan sia di Dungeons & Dragons sia di Greyhawk, e furono create due iniziative: un rinnovamento di Greyhawk e una terza edizione di D&D. Fu raccolta una squadra per rinnovare la moribonda ambientazione di Greyhawk mettendo insieme tutte le informazioni finora pubblicate. Una volta fatto questo fu deciso di aggiornare la trama di Carl Sargent usando delle avventure per aggiornare l'ambientazione.
Prima Roger E. Moore scrisse Return of the Eight nel 1998. In quest'avventura ambientata nel 586 CY, lo stesso anno del set in scatola From the Ashes, i personaggi incontra i sopravvissuti del Circolo degli Otto (diventato il Circolo dei Cinque, a causa della mancanza di Tenser, Otiluke and Rary). Se i personaggi hanno successo Tenser viene salvato dalla morte, anche se rifiuta di riunirsi al Circolo e questo viene ricostruito con tre nuovi maghi: Alhamazad the Wise, Theodain Eriason e Warnes Starcoat.
Seguì la pubblicazione di Greyhawk Player's Guide di Anne Brown. Questo manuale di 64 pagine sposto la storia avanti di cinque anni al 591 CY ed è principalmente la ristampa condensata di materiale che era già stato pubblicato nei set in scatola di Gygax e Sargent. Il materiale nuovo includeva importanti personaggi non giocanti, una giocare di ruolo in Flanaess e alcuni nuovi luoghi. Le divinità dei non umani furono rimosse e sostituite da divinità umane e queste ultime furono espanse portandole a cinquantaquattro.
Una volta preparato il terreno la WotC pubblicò la nuova ambientazione nel manuale di 128 pagine The Adventure BeginsdiRoger E. Moore. Prendendo le mossa dalla Greyhawk Player's Guide, questo era ambientato nel 591 CY. A differenza del più oscuro From the Ashes Moore ritornò verso un'ambientazione più simile a quella di Gygax.
La trilogia di moduli Lost Tombs, The Star Cair e Crypt of Lyzandred the Mad, di Sean K. Reynolds e The Doomgrinder di Steve Miller, furono le prime a essere pubblicate per la nuova ambientazione.

### 25th anniversary of D&D
Nel 1999, per il 25º anniversario delle originali regole di Dungeons & Dragons la WotC pubblicò una serie di avventure Return to..., che richiamavano i più noti moduli di Greyhawk di vent'anni prima, per attirare i vecchi giocatori nostalgici:
- Bruce R. Cordell, Return to the Tomb of Horrors. Ristampa di S1 Tomb of Horrors con una sostanziale espansione.
- John D. Rateliff, Return to the Keep on the Borderlands. Ripresa di B2 Keep on the Borderlands con aggiunta di nuovi mostri, come se i vent'anni trascorsi dalla pubblicazione del modulo fossero passati anche nel tempo di gioco. Sebbene l'avventura originale fosse stata inserita in un'ambientazione generica, la nuova venne ambientata in Greyhawk.
- Bruce R. Cordell, Return to White Plume Mountain. Aggiorna l'avventura White Plume Mountain di Bruce R. Cordell, avanzando la storia di vent'anni.
- Sean K. Reynolds, Against the Giants: The Liberation of Geoff. Include il testo dei tre moduli Giant originali di Gygax del 1979 e aggiunge diciotto nuovi siti di avventura situati in Geoff e collegati e integrati come campagna.
- Sean K. Reynolds e Chris Pramas, Slavers. Seguito dell'originale A1-4 Scourge of the Slavelords, ambientata dieci anni dopo l'avventura originale.
- Monte Cook, Return to the Temple of Elemental Evil. Riporta i giocatori nel tempio originale di Gygax. Pubblicato nel 2001 usando le regole della terza edizione di D&D.

Insieme alle avventure la WotC produsse anche una serie di romanzi nella serie Greyhawk Classics: Against the Giants, White Plume Mountain, Descent into the Depths of the Earth, Expedition to the Barrier Peaks, The Temple of Elemental Evil, Queen of the Demonweb Pits, Keep on the Borderlands,
e The Tomb of Horrors.
Nel tentativo di attrarre nuovi giocatori ad altre ambientazioni di D&D la WotC pubblicò Die, Vecna, Die!, un'avventura in tre parti di Bruce R. Cordell e Steve Miller, che collegava Greyhawk a Ravenloft e Planescape. Pubblicata nel 2000, fu l'ultima avventura scritta per la seconda edizione di D&D.

### Terza edizione
La terza edizione di Dungeons & Dragons assume come campagna di default nel manuale il mondo di Greyhawk, comunque a parte i riferimenti nel testo del manuale non fu pubblicato molto materiale dedicato all'ambientazione.

### Living Greyhawk
Con la pubblicazione della terza edizione di D&D l'RPGA annunciò una nuova massiccia campagna condivisa Living Greyhawk, modellato sulla campagna della seconda edizione chiamata Living City. Sebbene quest'ultima sia stata un successo relativo, l'RPGA voleva espandere il respiro della loro campagna.Invece una singola città come ambientazione, la nuova includeva trenta differenti regioni di Greyhawk, ognuna legata a una particolare regione, stato o provincia del mondo reale. Ogni regione avrebbe prodotto le sue avventure e in aggiunta a queste l'RPGA avrebbe fornito avventure mondiali. Per fornire il livello di dettaglio occorrente per questo impegno la WotC pubblicò il Living Greyhawk Gazetteer, il più approfondito esame del mondo di Greyhawk mai prodotto e il punto di partenza ufficiale della campagna.
Living Greyhawk fu pubblicato contemporaneamente al Player's Handbook della terza edizione alla Gen Con 2000 con tre avventure: COR1-1 Dragon Scales at Morningtide di Sean K. Reynolds, COR1-2 The Reckoning di Sean Flaherty e John Richardson e COR1-3 River Of Blood di Erik Mona. WotC pubblicò anche The Fright at Tristor di Keith Polster (2000), progettata come avventura introduttiva a Living Greyhawk.
Il calendario di Living Greyhawk avanzava di un anno in tempo di gioco per ogni anno in tempo reale. La campagna iniziò nel 591 CY (2001) e terminò nel 598 CY (2008), a quel punto oltre un migliaio di avventure erano state prodotte per un pubblico di oltre diecimila giocatori. Gli amministratori della campagna incorporarono la maggior parte delle nuove regole nel mondo di Greyhawk, eliminando solo il materiale che pensavano avrebbe sbilanciato la campagna. Nel 2005 gli amministratori incorporarono ogni divinità mai menzionata nei materiale ufficiali di Greyhawk, triplicando il numero di divinità a circa duecento.
Nonostante il massiccio quantitativo di sviluppo del mondo e delle trame, il materiale di Living Greyhawk non venne considerato ufficiale, poiché le avventure regionali erano scritte da volontari, questo materiale ricevette solo un rapido esame dagli amministratori della RPGA e non era rivisto da personale della WotC.

### Altre pubblicazioni
Nonostante la popolarità della campagna Living Greyhawk la Wizards of the Coast non pubblicò molto materiale dopo le edizioni del venticinquennale e il Living Greyhawk Gazetteer:
- John D. Rateliff, The Standing Stone, 2001. Contiene diversi riferimenti minori a Greyhawk.
- James Jacob, Red Hand of Doom, 2000. Contiene istruzioni per ambientarla in Greyhawk, nei Forgotten Realms e in Eberron.
- Erik Mona, James Jacobs e Jason Bulmahn, Expedition to the Ruins of Greyhawk, 2007. Un aggiornamento del modulo WGR1 Greyhawk Ruins.

## Dal 2008
Alla Gen Con 2007 la WotC annunciò che la quarta edizione di D&D sarebbe stata pubblicata la primavera successiva e che Greyhawk non sarebb più stata l'ambientazione di default. Per questa ragione Living Greyhawk venne interrotto e portato a conclusione all'Origins 2008.
Nel 2009, la WotC pubblicò il The Village of Hommlet di Andy Collins, che aggiornava l'originale Village of Hommlet di Gygax alla quarta edizione di D&D. Non venne messo in vendita, ma inviato come ricompensa a chi si univa alla RPGA.
Il Player's Handbook della quinta edizione di D&D (2014) contiene diversi riferimenti al mondo di Greyhawk, nella descrizione delle razze e classi e una lista parziale delle divinità di Greyhawk
Nel maggio 2019 fu pubblicata Ghosts of Saltmarsh per la quinta edizione di D&D. Pur essendo ambientata nei Forgotten Realms, l'avventura raccoglie diverse avventure classiche situate nella zona di Saltmarsh originariamente in Greyhawk.